# Procryptocerus paleatus
Procryptocerus paleatus är en myrart som beskrevs av Carlo Emery 1896. Procryptocerus paleatus ingår i släktet Procryptocerus och familjen myror. Inga underarter finns listade i Catalogue of Life.